# 尾関健治
尾関 健治（おぜき けんじ、1972年（昭和47年）7月10日 - ）は、日本の政治家。元岐阜県関市長（3期）、元関市議会議員（2期）。
2023年10月から、中部学院大学・短期大学部の客員教授。
2024年4月から（公益財団法人）松下幸之助記念志財団・松下政経塾の塾頭に就任。

## 来歴
岐阜県関市東田原出身。関市立田原小学校、関市立桜ケ丘中学校卒業。1991年（平成3年）3月、岐阜県立関高等学校卒業。1996年（平成8年）3月、早稲田大学商学部卒業。同年4月、松下政経塾に入塾。2000年（平成12年）8月、民主党本部に勤務。2002年（平成14年）3月、早稲田大学大学院社会科学研究科修士課程修了。
2007年（平成19年）2月、民主党本部を退職。同年4月に行われた関市議会議員選挙に立候補し初当選。2011年（平成23年）、再選。
2011年（平成23年）9月11日に行われた関市長選挙に立候補し、現職の尾藤義昭を小差で破り初当選を果たした（尾関：24,863票、尾藤：20,340票）。9月22日、市長就任。
2015年（平成27年）、無投票により再選。2019年（令和元年）、無投票により3選。
2023年（令和5年）の任期満了をもって引退。
2023年（令和5年）10月から、中部学院大学・短期大学部の客員教授。
2024年（令和6年）4月、松下政経塾の塾頭に就任。

## 市政
- 2022年（令和4年）4月1日、LGBTなど性的少数者のカップルが婚姻に相当する関係にあると認める「パートナーシップ宣誓制度」を導入した[5]。